# Potentilla safronoviae
Potentilla safronoviae är en rosväxtart som beskrevs av B.A. Yurtsev, Soják. Potentilla safronoviae ingår i Fingerörtssläktet som ingår i familjen rosväxter. Inga underarter finns listade i Catalogue of Life.